# Catha edulis
Catha edulis (кат или кхат) е покритосеменно растение от семейство Чашкодрянови.
Отглежда се в Източна Африка и Арабския полуостров. Листата на растението се използват от векове заради своите психостимулиращи ефекти.
Съдържа активното вещество катинон със структура, подобна на амфетамина.
Catha edulis расте бавно, като на височина може да достигне 25 метра. Листата му са овални, ситно назъбени, цветята – малки и бели с пет венчелистчета. Младите стъбла обикновено са червеникави. Растението обикновено се размножава от резници и харесва различни почви.